# Copa de les Ciutats en Fires 1955-58

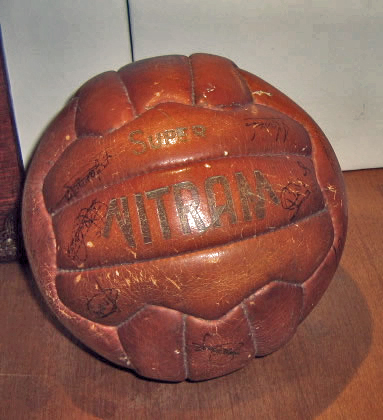
Pilota usada a la final de 1958 (Museu del FC Barcelona)

La Copa de les Ciutats en Fires 1955-58 fou la primera edició de la Copa de les Ciutats en Fires i es va disputar durant tres temporades entre els anys 1955 i 1958. S'inicià amb una fase de grups, formada per 4 grups de tres equips. Els quatre campions es classificaven per semifinals. La competició fou ideada per enfrontar equips representatius de les ciutats amb importants fires de mostres internacionals. Per aquest motius molts dels club participants foren seleccions de ciutats, com ara l'equip de Londres XI, que arribà a la final, en la qual fou derrotat pel FC Barcelona.

## Fase de Grups

### Grup A
| Equip             | Pts | PJ | PG | PE | PP | GF | GC | DG |
| ----------------- | --- | -- | -- | -- | -- | -- | -- | -- |
| 1. FC Barcelona   | 3   | 2  | 1  | 1  | 0  | 7  | 3  | +4 |
| 2. Copenhaguen XI | 1   | 2  | 0  | 1  | 1  | 3  | 7  | -4 |
| 3. Viena XI       | 0   | 0  | 0  | 0  | 0  | 0  | 0  | 0  |

| Barcelona                                                     | 6 – 2 | Copenhaguen XI              |
| ------------------------------------------------------------- | ----- | --------------------------- |
| Areta 8', 10' · Tejada 40', 80' · Villaverde 40' · Kubala 59' |       | Lundberg 65' · Jacobsen 75' |

 Camp de les Corts, Barcelona
| Copenhaguen XI | 1 – 1 | Barcelona      |
| -------------- | ----- | -------------- |
| Lundberg 61'   |       | Villaverde 85' |

 Københavns Idrætspark, Kobenhavn
- Viena XI abandonà

### Grup B
| Equip              | Pts | PJ | PG | PE | PP | GF | GC | DG |
| ------------------ | --- | -- | -- | -- | -- | -- | -- | -- |
| 1. Birmingham City | 7   | 4  | 3  | 1  | 0  | 6  | 1  | +5 |
| 2. Internazionale  | 5   | 4  | 2  | 1  | 1  | 6  | 2  | +4 |
| 3. Zagreb XI       | 0   | 4  | 0  | 0  | 4  | 0  | 9  | -9 |

| Internazionale | 0–0    | Birmingham City |
| -------------- | ------ | --------------- |
|                | Report |                 |

 Arena Civica, Milà
| Zagreb XI | 0–1    | Birmingham City |
| --------- | ------ | --------------- |
|           | Report | Brown 8'        |

 Zagreb
| Zagreb XI | 0–1    | Internazionale |
| --------- | ------ | -------------- |
|           | Report | Campagnoli 74' |

 Zagreb
| Birmingham City                    | 3–0    | Zagreb XI |
| ---------------------------------- | ------ | --------- |
| Orritt 3' · Brown 60' · Murphy 67' | Report |           |

 St Andrews, Birmingham
| Internazionale                      | 4–0    | Zagreb XI |
| ----------------------------------- | ------ | --------- |
| Skoglund 8', 89' · Lorenzi 43', 50' | Report |           |

 San Siro, Milà
| Birmingham City | 2–1    | Internazionale |
| --------------- | ------ | -------------- |
| Govan 44', 53'  | Report | Lorenzi 88'    |

 St Andrews, Birmingham

### Grup C
| Equip              | Pts | PJ | PG | PE | PP | GF | GC | DG |
| ------------------ | --- | -- | -- | -- | -- | -- | -- | -- |
| 1. Lausanne Sports | 2   | 2  | 1  | 0  | 1  | 10 | 9  | +1 |
| 2. Leipzig XI      | 2   | 2  | 1  | 0  | 1  | 9  | 10 | -1 |
| 3. Colònia XI      | 0   | 0  | 0  | 0  | 0  | 0  | 0  | 0  |

| Leipzig XI                                                 | 6–3    | Lausanne-Sport                        |
| ---------------------------------------------------------- | ------ | ------------------------------------- |
| Walter 5' · Konzack 9', 82' · Krause 23', 36' · Fettke 69' | Report | Maillard 11' · Rey 31' · Eschmann 43' |

 Leipzig
| Lausanne-Sport                                                       | 7–3    | Leipzig XI                              |
| -------------------------------------------------------------------- | ------ | --------------------------------------- |
| Tedeschi 28' · Eschmann 37', 43', 55' · Moser 38' · Stefano 60', 62' | Report | Walter 13' · Konzack 58' · Frohlich 70' |

 Lausana
- Colònia XI abandonà

### Grup D
| Equip           | Pts | PJ | PG | PE | PP | GF | GC | DG |
| --------------- | --- | -- | -- | -- | -- | -- | -- | -- |
| 1. Londres XI   | 6   | 4  | 3  | 0  | 1  | 9  | 3  | +6 |
| 2. Frankfurt XI | 4   | 4  | 2  | 0  | 2  | 10 | 10 | 0  |
| 3. Basilea XI   | 2   | 4  | 1  | 0  | 3  | 7  | 13 | -6 |

| Basilea XI | 0–5    | Londres XI                              |
| ---------- | ------ | --------------------------------------- |
|            | Report | Firmani 35', 81' · Holton 37', 43', 74' |

 Basilea
| Londres XI                    | 3–2    | Frankfurt XI             |
| ----------------------------- | ------ | ------------------------ |
| Jezzard 46', 86' · Robson 60' | Report | Pfaff 25' · Kaufhold 30' |

 Wembley Stadium, Londres
| Londres XI | 1–0    | Basilea XI |
| ---------- | ------ | ---------- |
| Robb 87'   | Report |            |

 White Hart Lane, Londres
| Frankfurt XI                                      | 5–1    | Basilea XI |
| ------------------------------------------------- | ------ | ---------- |
| Buchenau 19', 80' · Pfaff 31', 73' · Herrmann 52' | Report | Hugi 35'   |

 Frankfurt
| Frankfurt XI      | 1–0    | Londres XI |
| ----------------- | ------ | ---------- |
| Preisendorfer 72' | Report |            |

 Frankfurt
| Basilea XI                                                  | 6–2    | Frankfurt XI          |
| ----------------------------------------------------------- | ------ | --------------------- |
| Allemann 3', 47', 66' · Sanmann 33' · Hugi 64' · Burger 88' | Report | Kraus 32' · Mayer 65' |

 Basilea

## Semifinals
| Equip 1         | Global | Equip 2      | Anada | Tornada |
| --------------- | ------ | ------------ | ----- | ------- |
| Lausanne-Sport  | 2-3    | Londres XI   | 2–1   | 0–2     |
| Birmingham City | 4–4¹   | FC Barcelona | 4–3   | 0–1     |

¹ El Barcelona vencé el Birmingham City per 2–1 en un partit de desempat, per classificar-se per a la final.

### Anada
| Lausanne-Sport    | 2–1    | Londres XI  |
| ----------------- | ------ | ----------- |
| Vonlanden 6', 74' | Report | Haverty 70' |

 Stade Olympique de la Pontaise, Lausana
| Birmingham City                              | 4–3    | FC Barcelona                             |
| -------------------------------------------- | ------ | ---------------------------------------- |
| Eddy Brown 2' · Orritt 33' · Murphy 35', 60' | Report | Tejada 12' · Evaristo 27' · Martínez 40' |

 St Andrew's, Birmingham

### Tornada
| Londres XI               | 2–0    | Lausanne-Sport |
| ------------------------ | ------ | -------------- |
| Greaves 10' · Holton 76' | Report |                |

 Stamford Bridge, Londres
| FC Barcelona | 1–0    | Birmingham City |
| ------------ | ------ | --------------- |
| Kubala 82'   | Report |                 |

 Camp Nou, Barcelona

### Desempat
| FC Barcelona              | 2–1    | Birmingham City |
| ------------------------- | ------ | --------------- |
| Evaristo 33' · Kubala 83' | Report | Murphy 48'      |

 St. Jakob Stadium, Basilea

## Final
| Equip 1    | Global | Equip 2      | Anada | Tornada |
| ---------- | ------ | ------------ | ----- | ------- |
| Londres XI | 2-8    | FC Barcelona | 2-2   | 0–6     |

### Anada
| Londres XI                       | 2–2 | FC Barcelona             |
| -------------------------------- | --- | ------------------------ |
| Greaves 10' · Langley 88' (pen.) |     | Martínez 7' · Tejada 35' |

### Tornada
| FC Barcelona                                                  | 6–0 | Londres XI |
| ------------------------------------------------------------- | --- | ---------- |
| Suárez 6', 8' · Martínez 42' · Evaristo 52', 75' · Vergés 63' |     |            |